# Doom and Gloom
Doom and Gloom è un singolo del gruppo rock The Rolling Stones, pubblicato nel 2012 ed estratto dalla raccolta GRRR!.
La canzone è stata scritta da Mick Jagger e Keith Richards.

## Il brano
L'incisione della canzone segnò il ritorno insieme in studio di Mick Jagger, Keith Richards, Charlie Watts e Ronnie Wood in sette anni, fin dal completamento dell'album A Bigger Bang nel 2005.
La canzone si classificò alla posizione numero 61 nella UK Singles Chart, 26 nella Billboard Billboard Japan Hot 100 e 30 nella Billboard Rock Songs nell'ottobre 2012.
La rivista Rolling Stone nominò Doom and Gloom la diciottesima migliore canzone del 2012.
Il riff d'apertura del pezzo è suonato da Jagger. Richards riferì che era stato Jagger la forza trainante nella genesi della canzone, e circa il fatto che Mick aveva anche suonato il riff introduttivo, commentò: «Non me ne frega un cazzo. Non avrebbe mai imparato a suonare la chitarra se non glielo avessi insegnato io».

## Video
Il videoclip della canzone è stato diretto da Jonas Åkerlund ed è uscito il 20 novembre 2012. Alle riprese del video, girato alla Cité du Cinéma di Saint-Denis (Francia), ha partecipato l'attrice Noomi Rapace.

## Tracce
- Download digitale

1. Doom and Gloom – 3:59

## Formazione
- Mick Jagger – voce, chitarra, percussioni
- Keith Richards – chitarra
- Ronnie Wood – chitarra, lap steel guitar
- Charlie Watts – batteria

Altri musicisti
- Darryl Jones – basso
- Chuck Leavell – organo Hammond
- Jeff Bhasker – sintetizzatori
- Emile Haynie – programmazione batteria